# 比利亚塞兰
比利亚塞兰，是西班牙卡斯蒂利亚-莱昂莱昂省的一个市镇。 总面积57平方公里，2001年普查人口總數為298人，人口密度為每平方公里5人。